# Dendropsophus anataliasiasi
Dendropsophus anataliasiasi es una especie de anfibios de la familia Hylidae. Es endémica de Brasil.
Sus hábitats naturales incluyen sabanas secas, zonas de arbustos, marismas de agua dulce, pastos, jardines rurales y estanques. Está amenazada de extinción por la destrucción de su hábitat natural.